# Hydrogénophosphate de zirconium(IV)
L’hydrogénophosphate de zirconium, souvent appelé phosphate de zirconium, est un composé chimique de formule idéale Zr(HPO4)2. Il cristallise généralement sous forme d'hydrate Zr(HPO4)2·H2O rarement stœchiométrique du fait de sa tendance à polymériser. Des méthodes appropriées permettent cependant de produire des phosphates cristallisés aux compositions définies, comme l'orthophosphate de zirconium Zr3(PO4)4. Les phosphates de zirconium sont étudiés avec attention en raison de leurs propriétés d'échange de cations,.

## Structure
L'hydrogénophosphate de zirconium(IV) est un solide blanc cristallisé selon une structure lamellaire. Il perd son eau de cristallisation de manière réversible à 110 °C et se décompose à 700 °C pour donner ZrP2O7. Il est peu soluble dans les acides minéraux concentrés, à l'exception de l'acide fluorhydrique. La structure lamellaire du cristal permet d'accueillir une quantité variable d'eau de cristallisation, ce qui fait également varier l'espacement entre les feuillets. La nomenclature des hydrates de l'hydrogénophosphate de zirconium déroge à la norme généralement appliquée dans la mesure où Zr(HPO4)2 anhydre est dit phosphate de zirconium β, Zr(HPO4)2·H2O monohydraté est dit phosphate de zirconium α et Zr(HPO4)2·2H2O dihydraté est dit phosphate de zirconium γ. Le phosphate de zirconium α présente une structure cristalline monoclinique du groupe d'espace P21c (no 14) avec pour paramètres cristallins a = 907,6 pm, b = 529,8 pm, c = 1 622 pm, β = 111,5° et Z = 4. Le phosphate de zirconium γ cristallise également dans le système monoclinique.

## Production et applications
L'hydrogénophosphate de zirconium(IV) peut être obtenu en faisant réagir du chlorure de zirconyle octahydraté ZrOCl2·8H2O avec de l'acide phosphorique H3PO4.
Il est notamment employé pour préparer des composés lamellaires organique ou inorganique. Ses sels sont utilisés à grande échelle dans les domaines de la délivrance de médicaments, de la catalyse, des nanocomposites, de la gestion des déchets nucléaires, des applications de dialyse (en), etc.
L'hydrogénophosphate de zirconium α Zr(HPO4)2·H2O peut être utilisé pour éliminer les ions Ca2+ et Mg2+ des solutions. L'hydrogénophosphate de zirconium γ Zr(HPO4)2·2H2O peut être utilisé pour l'échange d'ions avec des esters de phosphate.